# Vladimir Kragić
Vladimir Kragić (ur. 8 czerwca 1910 w Splicie, zm. 17 września 1975 tamże) – chorwacki piłkarz, występujący na pozycji napastnika. Kragić przy niskim wzroście, odznaczał się dużą siłą i szybkością.
Przez całą karierę związany był z klubem Hajduk Split. Na początku zaczynał jako lewy obrońca, a zanim zaczął być ustawiany jako napastnik, grał jako lewy skrzydłowy, lewy pomocnik i lewy napastnik. Był jednym z członków złotej generacji zawodników Hajduka zwanej Majstori snad mora (Mistrzowie znad morza), którą zbudował trener Luka Kaliterna, mając w ataku takich partnerów jak Leo Lemešić czy Miroslav Dešković. W Hajduku grał do roku 1939, a w tym czasie w 354 spotkaniach strzelił aż 266 goli. W sezonie 1932/1933 kiedy Hajduk zdobył mistrzostwo, Kragić był także królem strzelców ligi z 21 bramkami na koncie. Do historii przeszło osiągnięcie Kragicia, kiedy strzelił 7 goli w meczu przeciwko HAŠK-owi Zagrzeb, który Hajduk wygrał 7:1.
W reprezentacji Jugosławii wystąpił 6 razy i zdobył 4 gole. Zadebiutował jako lewy obrońca w rozgrywanym 4 maja 1930 w Belgradzie spotkaniu przeciwko Rumunii wygranym 2:1, gdzie Kragić strzelił swojego pierwszego gola w kadrze. Ostatni raz w reprezentacji Kragić zagrał w starciu przeciwko Rumunii rozgrywanym 29 kwietnia 1934 w Bukareszcie w spotkaniu eliminacji do MŚ 1934 we Włoszech, do których Jugosławia się nie zakwalifikowała.
Kragić zmarł 17 września 1975 i został pochowany na cmentarzu w rodzinnym Splicie.

## Mecze w reprezentacji
- 1. 4 maja 1930 Belgrad,  Jugosławia –  Rumunia 2:1
- 2. 6 sierpnia 1933 Zagrzeb,  Jugosławia –  Czechosłowacja 2:1
- 3. 24 września 1933 Belgrad,  Jugosławia –  Szwajcaria 2:2
- 4. 18 marca 1934 Sofia,  Bułgaria –  Jugosławia 1:2
- 5. 1 kwietnia 1934 Belgrad,  Jugosławia –  Bułgaria 2:3
- 6. 29 kwietnia 1934 Bukareszt,  Rumunia –  Jugosławia 2:1